# Келли, Дефорест
Джексон Дефорест Келли (англ. Jackson DeForest Kelley; 20 января 1920 — 11 июня 1999) — американский актёр. Наибольшую известность Келли принесла роль судового врача Леонарда Маккоя в телесериале «Звёздный путь», а также в художественных фильмах, снятых по мотивам телесериала.

## Биография

### Ранние годы
Дефорест Келли родился в городе Атланта, штат Джорджия, 20 января 1920 года. Второе имя мальчик получил в честь американского изобретателя Ли де Фореста. Сын Клары Кейси Келли и Эрнеста Келли, вначале Дефорест Келли хотел получить профессию доктора. Великая депрессия не позволила его семье оплатить учёбу в медицинской школе.
В школе Дефорест Келли пел в церковном хоре (в баптистском приходе отца). Он стал исполнять сольные партии и выступать на радио, а также в Театре Парамаунт с оркестром Лью Форбса. Среднюю школу Дефорест окончил в 16 лет. В 17 лет он приехал в Лонг Бич, штат Калифорния, с целью навестить родного дядю, предполагая остаться на две недели. В итоге он задержался в Калифорнии на год. Там им было принято решение стать актёром. Дефорест в итоге переехал в Калифорнию навсегда.

### Юность
В Калифорнии Келли был замечен руководителем местного театра, Роном Хоуком. Хоук работал над дикцией Келли, который говорил с южным акцентом, а затем предложил Дефоресту роль в пьесе, в которой был режиссёром. Пройдя репетицию, Келли получил роль. С тех пор Дефорест вечерами играл в театральной труппе Лонг Бич, днём же работал лифтёром и выполнял работы в нефтяной компании.
Позже Дефорест со своими друзьями из труппы Лонг Бич начали писать сценарии и делать постановки на одной из местных радиостанций. В то время Дефорест прошёл пробы на роль детоубийцы в фильме «Оружие напрокат», но она в итоге была отдана Алану Лэдду.
В 1942 году Дефорест исполнил роль бродяги в спектакле театральной труппы Лонг Бич «Бедный молодой человек». Его партнёршей была Кэролайн Доулинг, с которой его связали близкие отношения. Роман был прерван Второй мировой войной. Дефорест вступил в Армейский Воздушный Корпус в Нью-Мексико. Кэролайн смогла к нему приезжать. Позже Келли отправился в Калвер-сити, чтобы сниматься в учебном фильме, который снимался по заказу Военно-морского флота. В это время Дефорест и Кэролайн решили связать себя узами брака.

### Кинокарьера. «Звёздный путь»
Агент, проводящий кастинг актёров, из студии «Paramount Pictures» заметил Келли в учебном фильме ВМФ. Келли приглашают на пробы и заключают с ним контракт. Келли работал с «Paramount Pictures» около двух с половиной лет. Первым фильмом, в котором Дефорест сыграл главную роль, был «Страх в ночи». Затем он снимался в фильме «Разная девушка».
Через два года супруги Келли переезжают в Нью-Йорк, где Кэролайн устраивается на работу в «Уорнер Бразерс». Там Келли сыграл в фильме «Ты здесь». Это привело его к съёмкам в двух других фильмах. Его исполнение роли Айка Клентона в фильме «Последняя перестрелка в округе Коррал», в котором играли также Барт Ланкастер и Кирк Дуглас, стало его первой ролью отрицательного героя и он получает три предложения съёмок в кинофильмах. Также в Нью-Йорке Келли снялся в нескольких эпизодах телесериалов.
После работы в Нью-Йорке Келли возвращается в Калифорнию, для того, чтобы продолжить кинокарьеру. Около девяти лет он играл роли отрицательных персонажей в фильмах-вестернах, в частности, в фильмах «Графство плачущих деревьев», Шериф Уорлока и «Колдун». Он также снимался в телесериалах, а также многочисленных пилотных проектах на телевидении.
Не желая навсегда остаться в памяти публики, как «плохой парень», Дефорест снимается в фильме «Куда ушла любовь» и принимает участие в пилотном телефильме «333 Монтгомери». Сценарий «333 Монтгомери» был написан бывшим полицейским Джином Родденберри. Через несколько лет Дефорест появляется в другом пилотном проекте Родденберри под названием «Полицейская история». Этот проект не принес прибыли. Тем не менее, именно после участия в нём Дефорест Келли получил роль доктора Леонарда Маккоя в телесериале «Звёздный Путь», сделавшую его знаменитым.

### Последние годы жизни
После окончания съемок в «Звездном пути» Дефорест снялся в ещё нескольких фильмах и участвовал в нескольких проектах на телевидении. После чего вышел на заслуженный отдых. Дефорест ухаживал за своим садом, где выращивал розы, читал мемуары и делал работы по хозяйству. Иногда у Келли были периоды, когда он увлекался живописью и сочинял стихи, некоторые из которых популярны среди его фанатов.
11 июня 1999 года, после долгого лечения в госпитале, Дефорест Келли скончался от рака желудка. Ему было 79 лет. Келли был кремирован на следующий день. Согласно написанному им завещанию, прах Келли развеяли над морем.

## Избранная фильмография
| Год       |    | Русское название                   | Оригинальное название                  | Роль              |
| --------- | -- | ---------------------------------- | -------------------------------------- | ----------------- |
| 1946      | ф  | Страх в ночи                       | Fear in the Night                      | Винс Грейсон      |
| 1947      | ф  | Вне наших границ                   | Beyond Our Own                         | Боб Роджерс       |
| 1948      | ф  | Кэньон-Сити                        | Canon City                             | Смолли            |
| 1949      | ф  | Чикагский герцог                   | Duke of Chicago                        | «Эйс» Мартин      |
| 1949      | ф  | Малайя                             | Malaya                                 | лейтенант Гленсон |
| 1955      | ф  | Дом из бамбука                     | House of Bamboo                        | Чарли             |
| 1955      | ф  | Беззаконие                         | Illegal                                | Эдвард Клэри      |
| 1957      | ф  | Перестрелка у корраля О-Кей        | Gunfight at the O.K. Corral            | Морган Эрп        |
| 1959      | ф  | Шериф Уорлока                      | Warlock                                | Керли Бёрн        |
| 1965      | ф  | Чёрные шпоры                       | Black Spurs                            | шериф Дел Немо    |
| 1965      | ф  | Городской укротитель               | Town Tamer                             | Гай Тавеннер      |
| 1965      | ф  | Свадьба на скалах                  | Marriage on the Rocks                  | мистер Тернер     |
| 1965      | ф  | Восстание апачей                   | Apache Uprising                        | Тоби Джек Сондерс |
| 1966—1969 | с  | Звёздный путь: Оригинальный сериал | Star Trek: The Original Series         | Леонард Маккой    |
| 1972      | ф  | Ночь Лепуса                        | Night of the Lepus                     | Элджин Кларк      |
| 1973—1974 | мс | Звёздный путь: Анимационный сериал | Star Trek: The Animated Series         | Леонард Маккой    |
| 1979      | ф  | Звёздный путь                      | Star Trek: The Motion Picture          | Леонард Маккой    |
| 1982      | ф  | Звёздный путь 2: Гнев Хана         | Star Trek II: The Wrath of Khan        | Леонард Маккой    |
| 1984      | ф  | Звёздный путь 3: В поисках Спока   | Star Trek III: The Search for Spock    | Леонард Маккой    |
| 1986      | ф  | Звёздный путь 4: Дорога домой      | Star Trek IV: The Voyage Home          | Леонард Маккой    |
| 1987      | с  | Звёздный путь: Следующее поколение | Star Trek: The Next Generation         | Леонард Маккой    |
| 1989      | ф  | Звёздный путь 5: Последний рубеж   | Star Trek V: The Final Frontier        | Леонард Маккой    |
| 1991      | ф  | Звёздный путь 6: Неоткрытая страна | Star Trek VI: The Undiscovered Country | Леонард Маккой    |